# Bobsleje na Zimowych Igrzyskach Olimpijskich 1988
Bobsleje na Zimowych Igrzyskach Olimpijskich 1988 – jedna z dyscyplin rozgrywanych podczas igrzysk w dniach 20–28 lutego 1988 w Canada Olympic Park w Calgary, w ramach Zimowych Igrzysk Olimpijskich 1988. Zawodnicy rywalizowali w dwóch konkurencjach bobslejowych: dwójkach mężczyzn i czwórkach mężczyzn.

## Medaliści
| Konkurencja      | Złoto                                                                            | Srebro                                                                        | Brąz                                                                   |
| Dwójka mężczyzn  | ZSRR (ZSRR-1)Jānis Ķipurs · Władimir Kozłow                                      | NRD (NRD-1)Wolfgang Hoppe · Bogdan Musiol                                     | NRD (NRD-2)Bernhard Lehmann · Mario Hoyer                              |
| Czwórka mężczyzn | Szwajcaria (SUI-1)Ekkehard Fasser · Kurt Meier · Marcel Fässler · Werner Stocker | NRD (NRD-1)Wolfgang Hoppe · Dietmar Schauerhammer · Bogdan Musiol · Ingo Voge | ZSRR (ZSRR-1)Jānis Ķipurs · Guntis Osis · Juris Tone · Władimir Kozłow |

## Klasyfikacja medalowa
| Miejsce | Państwo    | złoto | srebro | brąz | Łącznie |
| ------- | ---------- | ----- | ------ | ---- | ------- |
| 1       | ZSRR       | 1     | 0      | 1    | 2       |
| 2       | Szwajcaria | 1     | 0      | 0    | 1       |
| 3       | NRD        | 0     | 2      | 1    | 3       |

## Wyniki

### Dwójka mężczyzn
| Poz. | Reprezentacja                                | Zawodnicy                             | Ślizg 1 | Ślizg 2 | Ślizg 3 | Ślizg 4 | Czas    |
| ---- | -------------------------------------------- | ------------------------------------- | ------- | ------- | ------- | ------- | ------- |
| 01 ! | ZSRR (ZSRR-1)                                | Jānis Ķipurs Władimir Kozłow          | 57,43   | 58,05   | 59,52   | 58,48   | 3:53,48 |
| 02 ! | NRD (NRD-1)                                  | Wolfgang Hoppe Bogdan Musiol          | 57,06   | 59,26   | 59,45   | 58,42   | 3:54,19 |
| 03 ! | NRD (NRD-2)                                  | Bernhard Lehmann Mario Hoyer          | 57,65   | 58,67   | 59,59   | 58,73   | 3:54,64 |
| 4    | Szwajcaria (SUI-2)                           | Gustav Weder Donat Acklin             | 58,01   | 58,88   | 60,12   | 59,05   | 3:56,06 |
| 5    | Austria (AUT-1)                              | Ingo Appelt Harald Winkler            | 57,22   | 59,83   | 60,00   | 59,44   | 3:56,49 |
| 6    | Szwajcaria (SUI-1)                           | Hans Hiltebrand André Kisser          | 58,74   | 59,21   | 59,55   | 59,02   | 3:56,52 |
| 7    | RFN                                          | Anton Fischer Christoph Langen        | 57,58   | 59,70   | 60,06   | 59,28   | 3:56,62 |
| 8    | Austria (AUT-2)                              | Peter Kienast Christian Mark          | 58,19   | 58,96   | 60,48   | 59,28   | 3:56,91 |
| 9    | ZSRR (ZSRR-2)                                | Zintis Ekmanis Aivars Trops           | 57,95   | 59,12   | 60,72   | 59,13   | 3:56,92 |
| 10   | Kanada (CAN-1)                               | Greg Haydenluck Lloyd Guss            | 57,36   | 59,90   | 60,11   | 59,60   | 3:56,97 |
| 11   | RFN                                          | Michael Sperr Rolf Müller             | 57,47   | 60,09   | 60,42   | 59,86   | 3:57,84 |
| 12   | Wielka Brytania (GBR-1)                      | Tom De La Hunty Alec Leonce           | 57,83   | 59,77   | 60,91   | 59,50   | 3:58,01 |
| 13   | Kanada (CAN-2)                               | David Leuty Kevin Tyler               | 58,56   | 59,08   | 60,55   | 60,00   | 3:58,19 |
| 14   | Szwecja                                      | Pers-Anders Persson Rolf Akerstrom    | 58,40   | 59,99   | 60,99   | 59,71   | 3:59,09 |
| 15   | Chińskie Tajpej (TPE-1)                      | Chen Chin-san Lee Chen-tan            | 57,83   | 60,22   | 60,99   | 60,07   | 3:59,11 |
| 16   | Stany Zjednoczone (USA-2)                    | Matt Roy Jim Herberich                | 59,35   | 60,06   | 60,34   | 59,57   | 3:59,32 |
| 17   | Włochy (ITA-1)                               | Alex Wolf Georg Beikircher            | 59,35   | 59,65   | 60,32   | 60,03   | 3:59,35 |
| 18   | Wielka Brytania (GBR-2)                      | Mark Tout David Armstrong             | 58,10   | 60,31   | 61,11   | 59,87   | 3:59,39 |
| 19   | Włochy (ITA-2)                               | Ivo Ferriano Stefano Ticci            | 58,25   | 60,60   | 61,08   | 60,21   | 4:00,14 |
| 20   | Nowa Zelandia (NZL-1)                        | Lex Peterson Peter Henry              | 58,65   | 60,87   | 61,25   | 60,27   | 4:01,04 |
| 20   | Japonia (JPN-2)                              | Yuji Yaku Toshio Wakita               | 58,57   | 60,58   | 61,51   | 60,38   | 4:01,04 |
| 22   | Bułgaria (BUL-1)                             | Cwetozar Wiktorow Aleksandyr Simeonow | 58,82   | 60,74   | 61,35   | 60,26   | 4:01,17 |
| 23   | Australia (AUS-2)                            | Angus Stuart Martin Harland           | 59,21   | 60,15   | 61,38   | 60,49   | 4:01,23 |
| 24   | Rumunia (ROU-1)                              | Csaba Nagy Lakatos Costel Petrariu    | 58,83   | 60,82   | 61,75   | 60,62   | 4:02,02 |
| 25   | Monako                                       | Albert II Grimaldi Gilbert Bessi      | 58,48   | 60,93   | 61,64   | 61,42   | 4:02,47 |
| 26   | Australia (AUS-1)                            | Adrian Di Piazza Simon Dodd           | 60,03   | 60,94   | 61,23   | 60,41   | 4:02,61 |
| 27   | Rumunia (ROU-2)                              | Dorin Degan Grigore Anghel            | 58,85   | 61,00   | 61,81   | 61,14   | 4:02,80 |
| 28   | Jugosławia                                   | Borislav Vujadinović Miro Pandurević  | 59,63   | 60,70   | 62,28   | 60,89   | 4:03,50 |
| 29   | Antyle Holenderskie                          | Bart Carpentier Alting Bart Drechsel  | 59,60   | 60,78   | 61,95   | 61,40   | 4:03,73 |
| 30   | Jamajka                                      | Dudley Stokes Michael White           | 60,20   | 60,56   | 61,87   | 61,23   | 4:03,86 |
| 31   | Nowa Zelandia (NZL-2)                        | Owen Pinnell Blair Telford            | 60,37   | 60,95   | 61,62   | 61,22   | 4:04,16 |
| 32   | Bułgaria (BUL-2)                             | Todor Todorow Nikołaj Botew           | 59,68   | 61,44   | 62,05   | 61,64   | 4:04,81 |
| 33   | Chińskie Tajpej (TPE-2)                      | Sun Kuang-Ming Chen Chin-Sen          | 59,25   | 61,54   | 62,26   | 62,01   | 4:05,06 |
| 34   | Portugalia (POR-1)                           | Antonio Reis João Poupada             | 60,72   | 61,59   | 61,86   | 60,98   | 4:05,15 |
| 35   | Wyspy Dziewicze Stanów Zjednoczonych (ISV-2) | Harvey Hook Christopher Sharpless     | 61,05   | 62,70   | 63,42   | 61,92   | 4:09,09 |
| 36   | Meksyk (MEX-1)                               | Jorge Tamés José Tamés                | 61,58   | 62,39   | 63,44   | 62,67   | 4:10,08 |
| 37   | Meksyk (MEX-2)                               | Roberto Tamés Luis Adrián Tamés       | 61,56   | 61,84   | 63,76   | 62,93   | 4:10,09 |
| 38   | Wyspy Dziewicze Stanów Zjednoczonych (ISV-1) | John Reeve John Foster                | 61,11   | 63,06   | 64,14   | 62,70   | 4:11,01 |
| WD   | Stany Zjednoczone (USA-1)                    | Brent Rushlaw Mike Aljoe              | 59,01   | 60,13   | 60,96   | DNS     | —       |
| WD   | Portugalia (POR-2)                           | Jorge Magalhães João Pires            | 62,85   | 63,18   | 65,19   | DNS     | —       |
| WD   | Japonia (JPN-1)                              | Takao Sakai Naomi Takewaki            | 58,32   | 60,39   | DSQ     | —       | —       |

### Czwórka mężczyzn

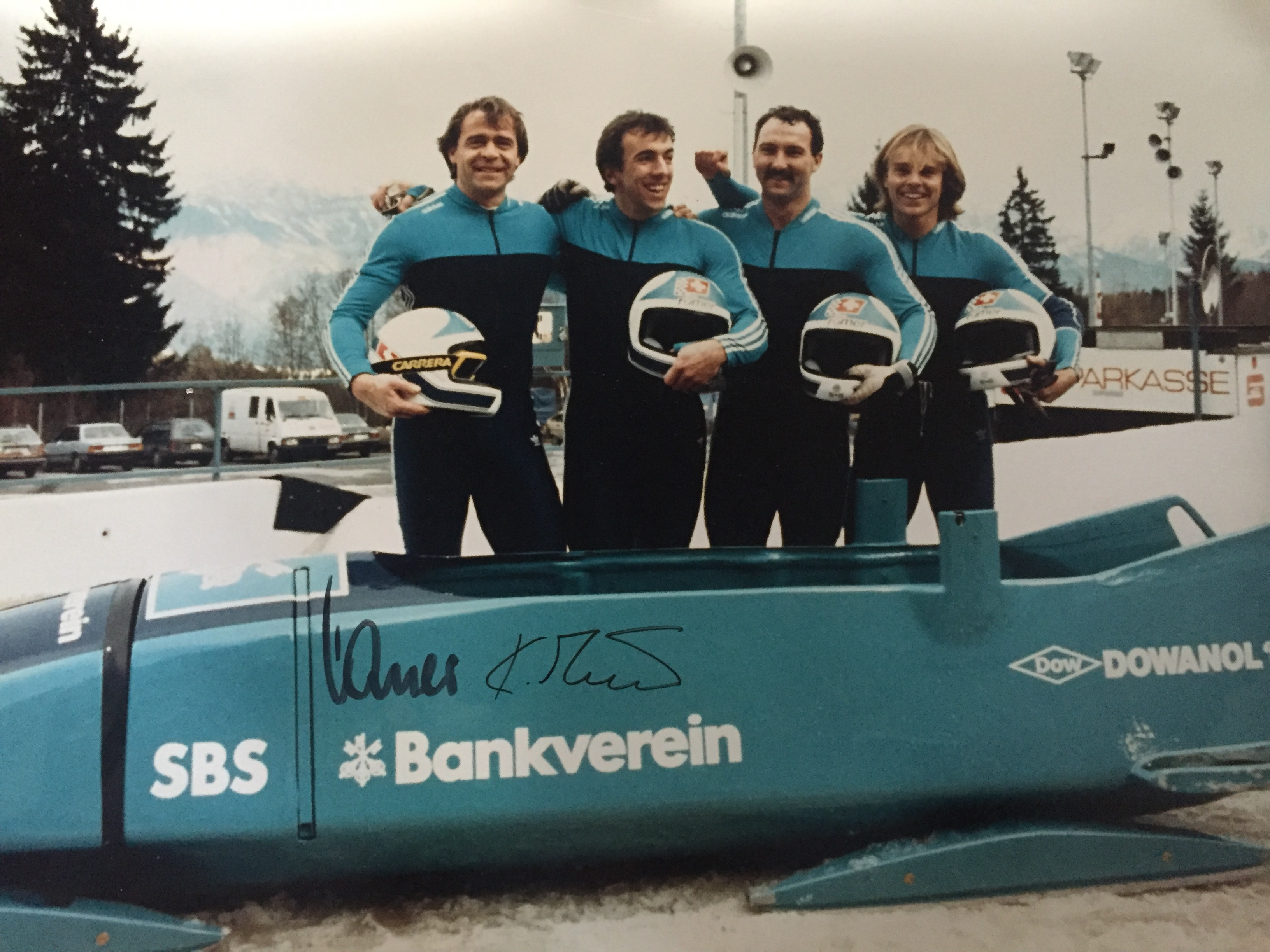
Bobslejowa czwórka reprezentacji Szwajcarii, mistrzowie olimpijscy w składzie: Ekkehard Fasser, Kurt Meier, Marcel Fässler, Werner Stocker (1988)

| Poz. | Reprezentacja             | Zawodnicy                                                             | Ślizg 1 | Ślizg 2 | Ślizg 3 | Ślizg 4 | Czas    |
| ---- | ------------------------- | --------------------------------------------------------------------- | ------- | ------- | ------- | ------- | ------- |
| 01 ! | Szwajcaria (SUI-1)        | Ekkehard Fasser Kurt Meier Marcel Fässler Werner Stocker              | 56,83   | 57,37   | 55,88   | 57,43   | 3:47,51 |
| 02 ! | NRD (NRD-1)               | Wolfgang Hoppe Dietmar Schauerhammer Bogdan Musiol Ingo Voge          | 56,16   | 57,31   | 56,77   | 57,34   | 3:47,58 |
| 03 ! | ZSRR (ZSRR-2)             | Jānis Ķipurs Guntis Osis Juris Tone Władimir Kozłow                   | 56,72   | 57,28   | 56,41   | 57,85   | 3:48,26 |
| 4    | Stany Zjednoczone (USA-1) | Brent Rushlaw Hal Hoye Mike Wasko Bill White                          | 56,72   | 57,67   | 56,69   | 57,20   | 3:48,28 |
| 5    | ZSRR (ZSRR-1)             | Māris Poikāns Olafs Kļaviņš Ivars Bērzups Juris Jaudzems              | 56,75   | 57,66   | 56,70   | 57,24   | 3:48,35 |
| 6    | Austria (AUT-1)           | Peter Kienast Franz Siegl Christian Mark Kurt Teigl                   | 57,07   | 57,40   | 56,27   | 57,91   | 3:48,65 |
| 7    | Austria (AUT-2)           | Ingo Appelt Josef Muigg Gerhard Redl Harald Winkler                   | 56,93   | 57,51   | 56,41   | 58,10   | 3:48,95 |
| 8    | NRD (NRD-2)               | Detlef Richter Bodo Ferl Ludwig Jahn Alexander Szelig                 | 57,18   | 57,60   | 56,33   | 57,95   | 3:49,06 |
| 9    | Szwajcaria (SUI-2)        | Hans Hiltebrand Urs Fehlmann Erwin Fassbind André Kiser               | 56,39   | 57,91   | 57,13   | 57,82   | 3:49,25 |
| 10   | Włochy (ITA-1)            | Alex Wolf Pasquale Gesuito Georg Beikircher Stefano Ticci             | 57,20   | 57,72   | 56,53   | 58,01   | 3:49,46 |
| 11   | RFN (RFN-2)               | Anton Fischer Franz Nießner Uwe Eisenreich Christoph Langen           | 57,02   | 57,75   | 56,71   | 58,07   | 3:49,55 |
| 12   | Wielka Brytania (GBR-1)   | Mark Tout David Armstrong Lenny Paul Audley Richards                  | 57,22   | 58,26   | 56,86   | 57,56   | 3:49,90 |
| 13   | Kanada (CAN-2)            | Chris Lori Ken LeBlanc Andrew Swim Howard Dell                        | 57,18   | 57,82   | 56,67   | 58,32   | 3:49,99 |
| 14   | RFN (RFN-1)               | Michael Sperr Olaf Hampel Florian Cruciger Rolf Müller                | 57,58   | 58,04   | 56,41   | 58,14   | 3:50,17 |
| 15   | Kanada (CAN-1)            | Greg Haydenluck Cal Langford Kevin Tyler Lloyd Guss                   | 56,66   | 58,05   | 57,34   | 58,32   | 3:50,37 |
| 16   | Stany Zjednoczone (USA-2) | Brian Shimer Jim Herberich Matt Roy Scott Pladel                      | 57,17   | 58,49   | 57,47   | 58,10   | 3:51,23 |
| 17   | Wielka Brytania (GBR-2)   | Tom De La Hunty Colin Rattigan George Robertson Alec Leonce           | 57,81   | 58,13   | 56,74   | 58,59   | 3:51,27 |
| 18   | Japonia                   | Takao Sakai Toshio Wakita Yuji Yaku Naomi Takewaki                    | 57,36   | 58,15   | 57,68   | 58,16   | 3:51,35 |
| 19   | Włochy (ITA-2)            | Roberto D’Amico Thomas Rottensteiner Paolo Scaramuzza Andrea Meneghin | 57,69   | 58,65   | 57,50   | 58,04   | 3:51,88 |
| 20   | Rumunia                   | Csaba Nagy Lakatos Grigore Anghel Florian Olteanu Costel Petrariu     | 57,41   | 58,49   | 57,64   | 58,35   | 3:51,89 |
| 21   | Nowa Zelandia             | Lex Peterson Blair Telford Rhys Dacre Peter Henry                     | 57,98   | 58,42   | 57,30   | 58,67   | 3:52,37 |
| 22   | Chińskie Tajpej           | Chen Chin-san Chen Chin-sen Lee Chen-tan Wang Jauo-hueyi              | 57,03   | 58,94   | 57,98   | 58,80   | 3:52,75 |
| 23   | Australia                 | Adrian Di Piazza Martin Harland Simon Dodd Stephen Craig              | 58,20   | 58,87   | 57,25   | 59,02   | 3:53,34 |
| 24   | Bułgaria                  | Cwetozar Wiktorow Płamen Stamow Nikołaj Botew Aleksandyr Simeonow     | 57,72   | 59,07   | 58,20   | 58,67   | 3:53,66 |
| 25   | Portugalia                | António Reis João Poupada João Pires Rogério Bernardes                | 58,42   | 59,67   | 58,28   | 59,13   | 3:55,50 |
| WD   | Jamajka                   | Dudley Stokes Devon Harris Michael White Chris Stokes                 | 58,04   | 59,37   | 1:03,19 | DNF     | —       |

## Debiut Jamajki
W tej dyscyplinie, w obu konkurencjach, zadebiutowała na igrzyskach reprezentacja Jamajki. Pomysł na start jamajskich atletów w bobslejach miało dwóch biznesmanów George Fitch (pierwszy prezydent Jamajskiego Związku Bobslejowego) i William Maloney. Do projektu zaprosili wielu młodych, obiecujących sportowców, ale podczas prezentacji dyscypliny, w tym możliwych wypadków, okazało się, że wszyscy wyszli z sali, na której dokonywano prezentacji. Ostatecznie ochotnikami okazali się żołnierze Jamajskich Sił Obronnych, Dudley Stokes, Devon Harris i Michael White. Później do czwórki dołączono Caswella Allena. Jamajczycy byli trenowani przez amerykańskich szkoleniowców, a następnie ich „ojcem chrzestnym” został Austriak Sepp Haidacher. Jamajscy bobsleiści nie mieli wsparcia Międzynarodowej Federacji Bobslei i Skeletonu (FIBT), ale udało im się zakwalifikować na igrzyska w obu konkurencjach. Zdobyli za to popularność wśród kibiców i opinii publicznej, sukcesem zakończyła się zbiórka pieniędzy podczas pierwszego tygodnia igrzysk, dobrze sprzedawały się okazjonalne koszulki i słuchano piosenki zespołu „Hobbin and a Bobbin”. W pierwszej konkurencji, w dwójce Dudley Stokes i Michael White zajęli 30. lokatę na 41. Wtedy występ Jamajczyków stał się fenomenem, któremu pomogła amerykańska telewizja. Amerykańska drużyna olimpijska w hokeju na lodzie została wyeliminowana wcześniej niż zakładano, dlatego amerykańskie media poszukujące ekscytujących historii skupiły uwagę na jamajskich bobsleistach. Członkowie zespołu przestali opuszczać wioskę olimpijską ze względu na ogromne zainteresowanie kibiców i mediów.
Tuż przed startem w czwórkach Jamajczycy byli skoncentrowani, ale występowi zagroziła kontuzja Allena. Wtedy Dudley Stokes, kapitan drużyny zaproponował, że Allena może zastąpić jego brat Chris Stokes, który przyleciał do Calgary, aby im kibicować. Chris Stokes również był sportowcem, sprinterem, który rozwijał swoją lekkoatletyczną karierę w Bronx Community College i na Uniwersytecie Idaho. Po próbach okazało się, że Stokes dopasował się do drużyny i Jamajczycy mogli wystąpić. Ich start rozpoczął się źle. W pierwszy ślizgu złamał się drążek startowy, podczas gdy Dudley Stokes dopiero dobiegał do bobsleja i cudem udało mu się wsiąść. W drugim ślizgu White miał problemy z pozycją. Kolejnego dnia, przed trzecim ślizgiem Dudley Stokes upadł podczas spaceru na torze, co unieruchomiło jego lewe ramię. Drużyna pozostała też bez wsparcia trenera kadry, który opuścił igrzyska tego dnia rano. Pomimo tego wystąpił, a ich ślizg trzeci przebiegał lepiej niż się spodziewano. Osiągnęli większą prędkość niż oczekiwali, ale Dudley Stokes stracił kontrolę nad bobslejem, przez co na zakręcie o 365 stopni i przy prędkości około 85 mil na godzinę rozbili się. Ich głowy uderzyły w wewnętrzną stronę toru tak mocno, że było słychać echo.
Na bazie historii jamajskich bobsleistów na igrzyskach w Calgary, stworzono w 1993 roku film „Reggae na lodzie” (ang. Cool Runnings) wyprodukowany przez George’a Fitcha.